# کوه‌های ماشربروم
کوه‌های ماشربروم (انگلیسی: Masherbrum Mountains) زیررشته‌ای از رشته‌کوه قراقروم در منطقه بلتستان واقع در استان گلگت-بلتستان در شمال پاکستان است.

## جغرافیا
کوه‌های ماشربروم در سمت جنوبی یخچال بالتورو واقع شده است. بخش جنوبی این رشته‌کوه در حوضه رود سند توسط رود هوشه زهکشی می‌شود.

## قله‌های معروف
در جدول زیر قله‌های بلندتر از ۷۲۰۰ متر و دارای ارتفاع نسبی بیش از ۵۰۰ متر در کوه‌های ماشربروم آمده است.
| کوه            | ارتفاع (متر) | ارتفاع (فوت) | مختصات                                                        | ارتفاع نسبی (متر) | رشته‌کوه مادر | نخستین صعود | صعودها (تلاش‌ها) |
| -------------- | ------------ | ------------ | ------------------------------------------------------------- | ----------------- | ------------ | ----------- | --------------- |
| ماشربروم       | ۷٬۸۲۱        | ۲۵٬۶۵۹       | ۳۵°۳۸′۲۴″ شمالی ۷۶°۱۸′۲۱″ شرقی / ۳۵٫۶۴۰۰۰°شمالی ۷۶٫۳۰۵۸۳°شرقی | ۲٬۴۵۷             | گاشربروم ۱   | ۱۹۶۰        | ۴ (۹)           |
| چوگولیزا       | ۷٬۶۶۵        | ۲۵٬۱۴۸       | ۳۵°۳۶′۵۱″ شمالی ۷۶°۳۴′۴۵″ شرقی / ۳۵٫۶۱۴۱۷°شمالی ۷۶٫۵۷۹۱۷°شرقی | ۱٬۶۲۴             | ماشربروم     | ۱۹۷۵        | ۴ (۲)           |
| بالتورو کانگری | ۷٬۳۱۲        | ۲۳٬۹۹۰       | ۳۵°۳۸′۲۱″ شمالی ۷۶°۴۰′۲۴″ شرقی / ۳۵٫۶۳۹۱۷°شمالی ۷۶٫۶۷۳۳۳°شرقی | ۱٬۰۴۰             | چوگولیزا     | ۱۹۷۶        | ۱ (۰)           |
| کی۶            | ۷٬۲۸۲        | ۲۳٬۸۹۱       | ۳۵°۲۵′۰۰″ شمالی ۷۶°۳۳′۰۳″ شرقی / ۳۵٫۴۱۶۶۷°شمالی ۷۶٫۵۵۰۸۳°شرقی | ۱٬۹۶۲             | چوگولیزا     | ۱۹۷۰        | ۱ (۳)           |